# 奴髷
奴髷（やっこまげ）とは江戸時代の中間・奴の間に流行した髪型。
以下の点が特徴である。
- 月代が大きい。
- 髱が小さい。
- 髷が太く短い。